# Rowllin Borges
Rowllin Borges (Nuvem, 5 giugno 1992) è un calciatore indiano, centrocampista svincolato.

## Caratteristiche tecniche
È un mediano.

## Carriera

### Club
Ha giocato nella prima divisione indiana.

### Nazionale
Ha giocato nella nazionale indiana Under-23.
Con la nazionale indiana ha preso parte alla Coppa d'Asia 2019.

## Statistiche

### Presenze e reti nei club
| Stagione           | Club               | Campionato         | Campionato | Campionato | Coppe nazionali | Coppe nazionali | Coppe nazionali | Coppe continentali | Coppe continentali | Coppe continentali | Supercoppe | Supercoppe | Supercoppe | Totale | Totale |
| Stagione           | Club               | Comp               | Pres       | Reti       | Comp            | Pres            | Reti            | Comp               | Pres               | Reti               | Comp       | Pres       | Reti       | Pres   | Reti   |
| ------------------ | ------------------ | ------------------ | ---------- | ---------- | --------------- | --------------- | --------------- | ------------------ | ------------------ | ------------------ | ---------- | ---------- | ---------- | ------ | ------ |
| 2019-2020          | Mumbai City        | ISL                | 15         | 2          | -               | -               | -               | -                  | -                  | -                  | -          | -          | -          | 15     | 2      |
| 2020-2021          | Mumbai City        | ISL                | 18+2       | 2          | -               | -               | -               | -                  | -                  | -                  | -          | -          | -          | 20     | 2      |
| 2021-2022          | Mumbai City        | ISL                | 4          | 0          | -               | -               | -               | AFC                | 0                  | 0                  | -          | -          | -          | 4      | 0      |
| 2022-2023          | Mumbai City        | ISL                | 15+1       | 0          | SC              | 3               | 0               | QAFC               | 1                  | 0                  | DC         | 1          | 0          | 21     | 0      |
| Totale Mumbai City | Totale Mumbai City | Totale Mumbai City | 55         | 4          |                 | 3               | 0               |                    | 1                  | 0                  |            | 1          | 0          | 60     | 4      |
| 2023-2024          | Goa                | ISL                | 16+3       | 3          | SC              | 0               | 0               | -                  | -                  | -                  | DC         | 5          | 2          | 24     | 5      |
| 2024-2025          | Goa                | ISL                | 12         | 0          | SC              | 1               | 0               | -                  | -                  | -                  | DC+BT      | -+3        | -+0        | 16     | 0      |
| Totale Goa         | Totale Goa         | Totale Goa         | 31         | 3          |                 | 1               | 0               |                    | 0                  | 0                  |            | 8          | 2          | 40     | 5      |
| Totale Carriera    | Totale Carriera    | Totale Carriera    | 86         | 7          |                 | 4               | 0               |                    | 1                  | 0                  |            | 9          | 2          | 100    | 9      |

### Cronologia presenze e reti in nazionale
| Cronologia completa delle presenze e delle reti in nazionale ― India | Cronologia completa delle presenze e delle reti in nazionale ― India | Cronologia completa delle presenze e delle reti in nazionale ― India | Cronologia completa delle presenze e delle reti in nazionale ― India | Cronologia completa delle presenze e delle reti in nazionale ― India | Cronologia completa delle presenze e delle reti in nazionale ― India | Cronologia completa delle presenze e delle reti in nazionale ― India | Cronologia completa delle presenze e delle reti in nazionale ― India |
| Data                                                                 | Città                                                                | In casa                                                              | Risultato                                                            | Ospiti                                                               | Competizione                                                         | Reti                                                                 | Note                                                                 |
| -------------------------------------------------------------------- | -------------------------------------------------------------------- | -------------------------------------------------------------------- | -------------------------------------------------------------------- | -------------------------------------------------------------------- | -------------------------------------------------------------------- | -------------------------------------------------------------------- | -------------------------------------------------------------------- |
| 25-12-2015                                                           | Thiruvananthapuram                                                   | Sri Lanka                                                            | 0 – 2                                                                | India                                                                | SAFF Championship 2015 - 1º turno                                    | -                                                                    | 46’                                                                  |
| 27-12-2015                                                           | Thiruvananthapuram                                                   | India                                                                | 4 – 1                                                                | Nepal                                                                | SAFF Championship 2015 - 1º turno                                    | 1                                                                    |                                                                      |
| 31-12-2015                                                           | Thiruvananthapuram                                                   | India                                                                | 3 – 2                                                                | Maldive                                                              | SAFF Championship 2015 - Semifinale                                  | -                                                                    |                                                                      |
| 3-1-2016                                                             | Thiruvananthapuram                                                   | India                                                                | 2 – 1 dts                                                            | Afghanistan                                                          | SAFF Championship 2015 - Finale                                      | -                                                                    |                                                                      |
| 27-12-2018                                                           | Abu Dhabi                                                            | Oman                                                                 | 0 – 0                                                                | India                                                                | Amichevole                                                           | -                                                                    | 71’                                                                  |
| 06-01-2019                                                           | Abu Dhabi                                                            | Thailandia                                                           | 1 – 4                                                                | India                                                                | Coppa d'Asia 2019 - 1º turno                                         | -                                                                    | 78’                                                                  |
| 10-01-2019                                                           | Abu Dhabi                                                            | India                                                                | 0 – 2                                                                | Emirati Arabi Uniti                                                  | Coppa d'Asia 2019 - 1º turno                                         | -                                                                    | 71’                                                                  |
| 14-01-2019                                                           | Sharjah                                                              | India                                                                | 0 – 1                                                                | Bahrein                                                              | Coppa d'Asia 2019 - 1º turno                                         | -                                                                    |                                                                      |
| 07-07-2019                                                           | Ahmedabad                                                            | India                                                                | 2 – 4                                                                | Tagikistan                                                           | Intercontinental Cup 2019 - 1º turno                                 | -                                                                    | 79’                                                                  |
| 13-07-2019                                                           | Ahmedabad                                                            | India                                                                | 2 – 5                                                                | Corea del Nord                                                       | Intercontinental Cup 2019 - 1º turno                                 | -                                                                    | 71’                                                                  |
| 05-09-2019                                                           | Guwahati                                                             | India                                                                | 1 – 2                                                                | Oman                                                                 | Qual. Mondiali 2022                                                  | -                                                                    | 60’                                                                  |
| 10-09-2019                                                           | Doha                                                                 | Qatar                                                                | 0 – 0                                                                | India                                                                | Qual. Mondiali 2022                                                  | -                                                                    | 56’                                                                  |
| 25-3-2021                                                            | Dubai                                                                | India                                                                | 1 – 1                                                                | Oman                                                                 | Amichevole                                                           | -                                                                    | 46’                                                                  |
| 12-6-2023                                                            | Bhubaneswar                                                          | India                                                                | 1 – 0                                                                | Vanuatu                                                              | Coppa Intercontinentale 2023 - 1º turno                              | -                                                                    | 61’                                                                  |
| Totale                                                               |                                                                      | Presenze                                                             | 14                                                                   |                                                                      | Reti                                                                 | 1                                                                    |                                                                      |

## Palmarès

### Club

#### Competizioni nazionali
- ISL Shield: 2

Mumbai City: 2020-2021, 2022-2023
- Indian Super League: 1

Mumbai City: 2020-2021
- Bandodkar Trophy: 1

Goa: 2024
- Super Cup: 1

Goa: 2025

### Nazionale
- SAFF Championship: 2

2015, 2023
- Coppa Intercontinentale (India): 2

2018, 2023